# 言問団子
言問団子（ことといだんご）は、隅田川に架かる桜橋の向島側の橋詰にある和菓子店の店名、およびそこで販売される団子の商品名である。

## 店舗
「言問団子」は、植木師の外山佐吉が江戸時代末期に創業。
「言問」の名は、在原業平の和歌「名にし負はばいざ言問はん都鳥我が思ふ人はありやなしやと」（『古今和歌集』）にちなむもので、この歌の舞台が隅田川沿いと目されていることによる。この店が著名になるにつれ一帯の別称ともなり、現在は桜橋の下流に架かる言問橋等にその名が見られる。
季節によってははとバスの定期観光コースの一部に言問団子での喫茶休憩が組み込まれる。
この店は、TBSアナウンサーの外山惠理の実家でもある。また、池波正太郎の小説『鬼平犯科帳』でも登場する。
他にも、やり取りした直筆の手紙も店に残っている「幸田露伴」など多くの文人が訪れている。
店舗前にある碑に刻まれた「野口雨情」の詩は、言問団子店舗内で詠まれたもの。隅田公園にも団子を食べながら詠んだという歌碑が立っている。
大正ロマンの画家「竹久夢二」も大好物だったようで、日記や版画にも描かれている。

## 商品
団子は小豆餡と白餡、味噌味の餡の3つの味が楽しめる趣深い菓子である。
団子は四文銭が流通する前は串に5つ刺さって価格5文が常であったが、四文銭が流通すると蕎麦の16文のように4の倍数での支払が多くなり、団子も4つ刺さって4文となった。現在でもその形が継承されているが、言問団子は串には刺されておらず、土産用としては箱の中に味ごとに分かれて入って売られている。店内で賞味することも可能で、3つの団子に緑茶の付いた三色セットが標準メニュー。入店して着席すると、後述の最中を頼まない限り、黙っていてもこの団子が運ばれてくる。4つから3つにかわったのは、言問団子創業の年に貨幣が両から円に変わったことによるともいわれている。
他に「言問最中」という商品名の最中があり、この団子と最中の2種類が商品のすべてである。言問最中も土産用のほか、店内で食べることができる。

## ギャラリー

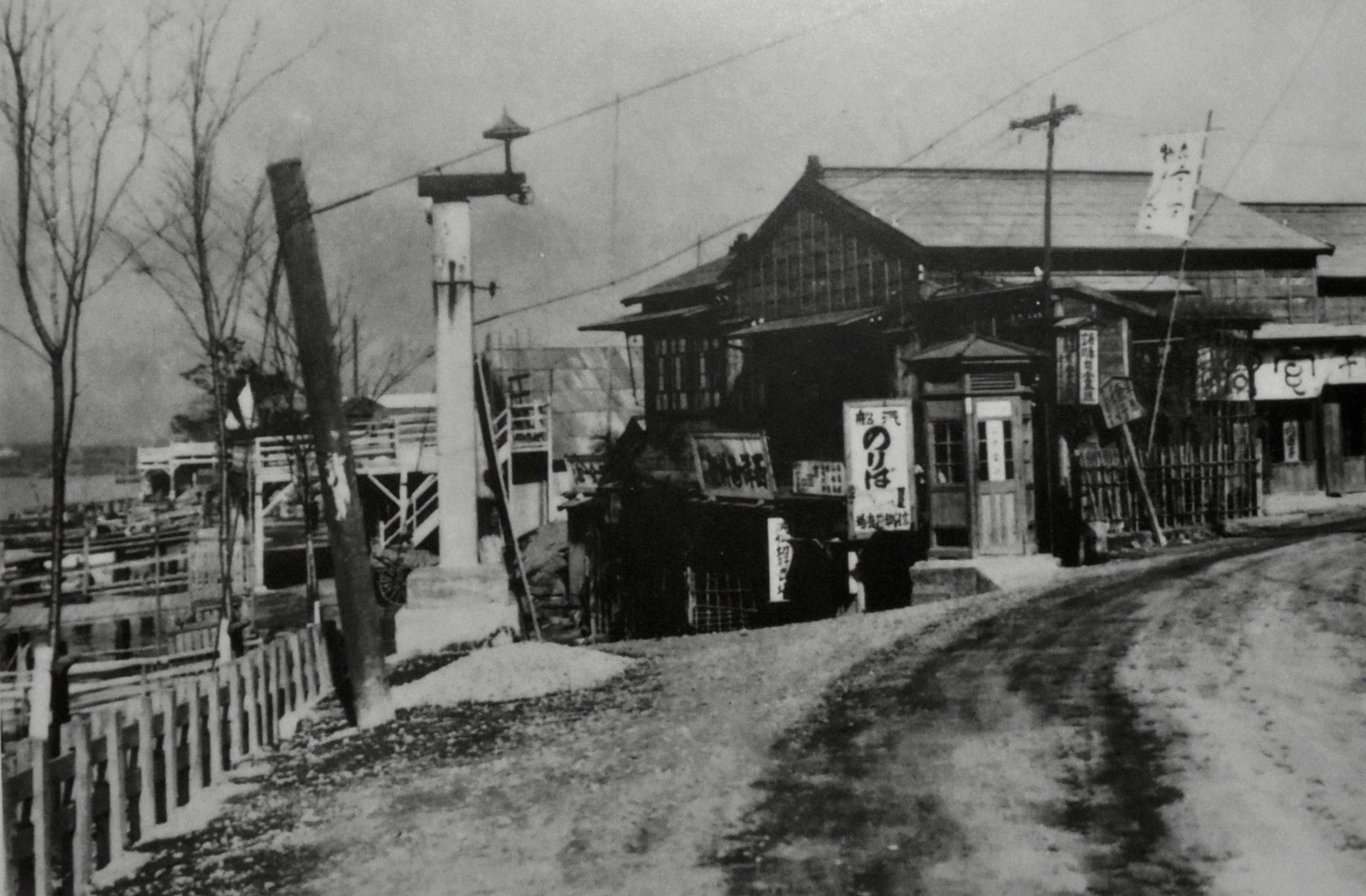
外観（1927年撮影）。
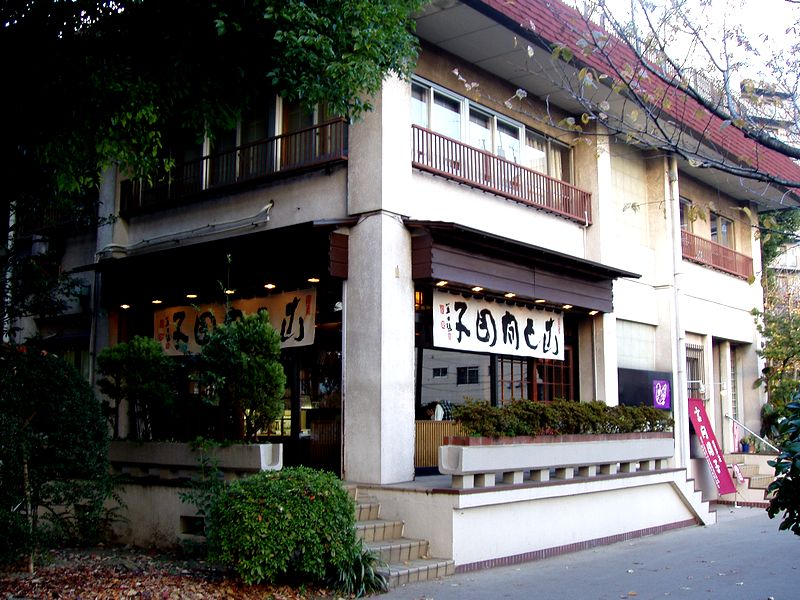
南西側の外観（2007年12月15日撮影）
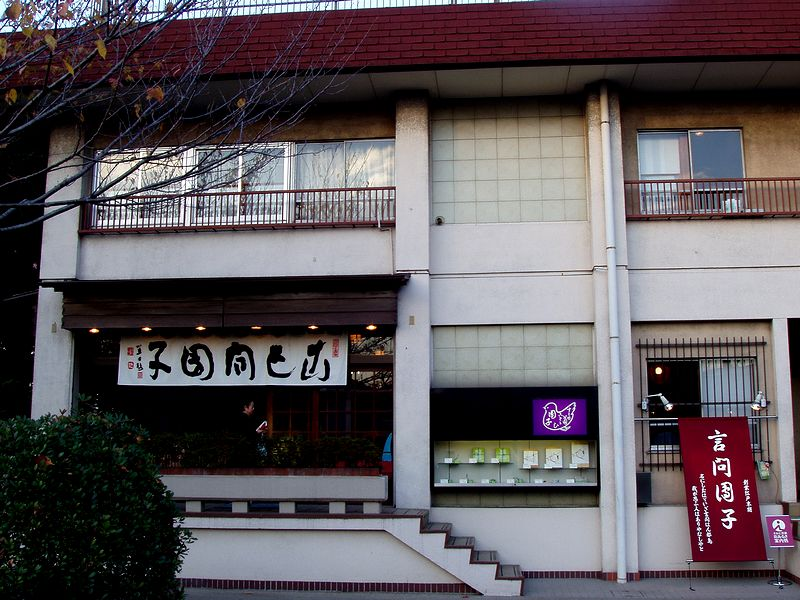
南側の外観（2007年12月15日撮影）
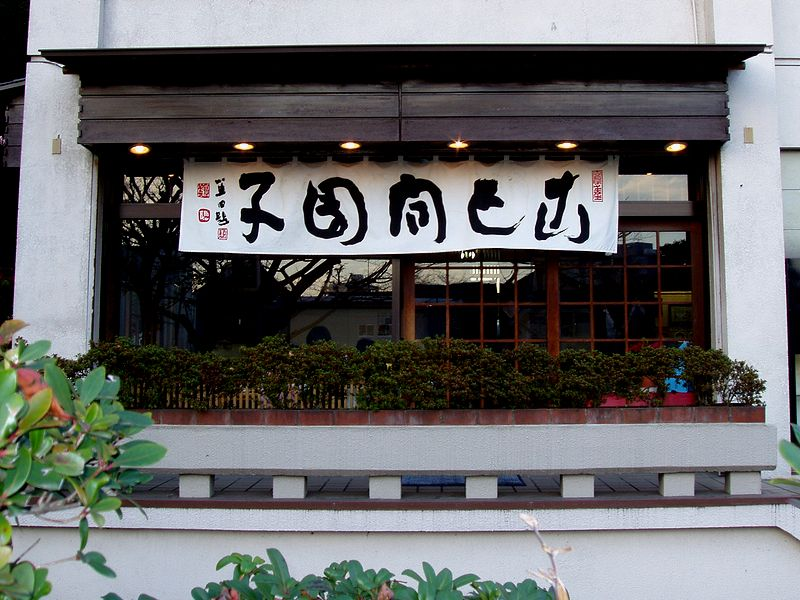
南側の外観（2007年12月15日撮影）
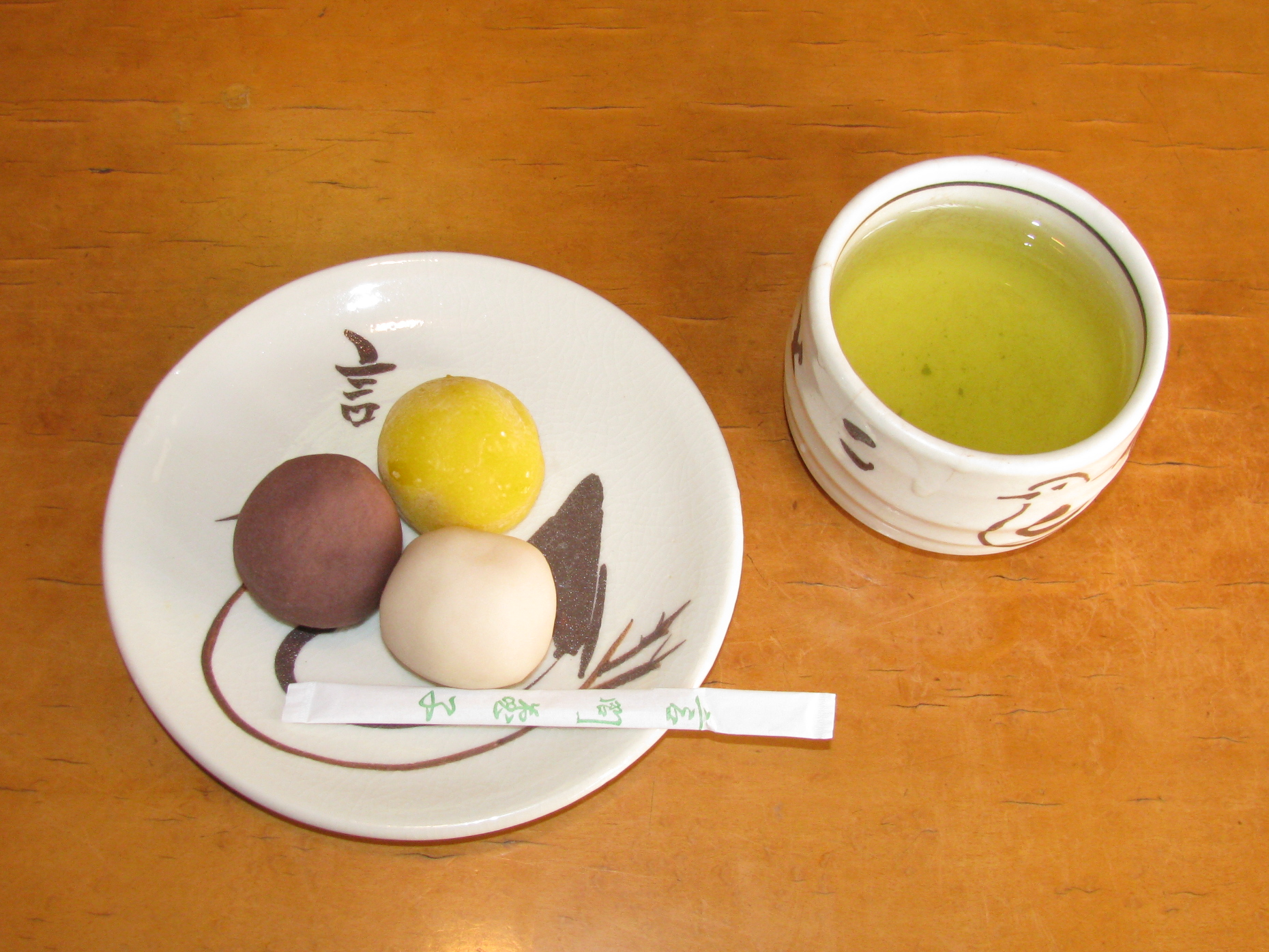
言問団子（小豆・白・味噌餡入）